# Joan Navarro Martínez
Joan Navarro Martínez (Castellón, 31 de enero de 1966) sociólogo, consejero institucional y especialista en estrategia política. 

## Trayectoria
Es licenciado en Sociología y Ciencias Políticas por la Universidad Nacional de Educación a Distancia (UNED) y postgrado en Dirección General (PDG) por el IESE Business School - Universidad de Navarra. Experto en régimen jurídico y electoral de los partidos políticos por el Instituto de Estudio de Partidos Políticos de la UNED, es profesor de Ciencia Política y de la Administración de la Universidad Complutense de Madrid y Presidente del Instituto Europeo de Asuntos PÚblicos y Gobierno (AP institute)-Universidad Nebrija. Consejero Institucional en N^CI, analista en "La Hora de la 1" de TVE
En sus inicios profesionales, desempeñó labores como animador sociocultural, fue Secretario General de las Juventudes Socialistas de Castellón en 1984, presidente del Consejo de la Juventud de Castellón entre 1987 y 1991, del Consejo de la Juventud de la Comunidad Valenciana entre 1991 y 1994, y miembro del Consejo Escolar Valenciano entre 1992 y 1994.  
Entre 1993 y 1999, trabajó como asesor del Grupo Parlamentario Socialista de las Cortes Valencianas, coordinó la comunicación de la Comisión Ejecutiva del Partido Socialista Obrero Español (PSOE) de la Comunidad Valenciana. 
En el año 2000, es nombrado Jefe del Gabinete del Secretario de Política Económica y Ocupación del PSOE. Este trabajo le llevó a participar en la redacción del Programa Electoral Socialista para las Elecciones Generales de España de 2004.
En 2004, es nombrado Director del Gabinete del Ministro de Administraciones Públicas, dirigido por Jordi Sevilla. Durante este periodo, participó en la elaboración del Código de Buen Gobierno y Plan Concilia. También colaboró en la redacción de diversas leyes, entre ellas, el Estatuto Básico del Empleado Público (Ley 7/2007) o la Ley de Agencias estatales para la mejora de los servicios públicos (Ley 28/2006). 

Tras ser nombrado Director de Relaciones Institucionales de la Sociedad Estatal de Aguas y Cuencas Mediterráneas (ACUAMED) (2007-2008), perteneciente al Ministerio de Medio Ambiente, ejerce como Director y Portavoz de la Coalición de Creadores e Industrias de Contenidos hasta 2010.
Entre 2010 y 2023, fue socio y vicepresidente de Asuntos Públicosde la consultora LLYC. En la actualidad, es socio y miembro del consejo de EnerHi renovables.
Como profesional del sector, es miembro, entre otras entidades profesionales de la Asociación de Comunicación Política (ACOP), del Foro por la Transparencia y del capítulo español de Strategic and Competitive Intelligence Professionals (SCIP). Es socio fundador del foro Más Democracia, una entidad que promueve cambios institucionales.

## Vida personal
Está casado con Emilia Sánchez-Pantoja y tiene tres hijos. Amante del jazz y de la literatura histórica. Es miembro del Partido Socialista Obrero Español desde 1985, habiendo militado con anterioridad en las Juventudes Socialistas y en la UGT.

## Algunas publicaciones
- Coautor del libro La democracia en palabras[6][7][8][9], una recopilación de los discursos más importantes de los cuarenta años de democracia española.
- Coautor del libro Desprivatizar los partidos[10][11][12][13], un libro en el que se aboga por desprivatizar los partidos incrementando su democracia interna.
- Autor del capítulo Lobbying:[14] gestionar la influencia en el libro Comunicación política: nuevas dinámicas y ciudadanía permanente.
- Tribuna "¿Qué les pasa a nuestros políticos?"[15]
- Artículo "Gestión de la influencia: inteligencia y asuntos públicos", en Revista UNO[16]
- Artículo "Cuba, tres grandes retos y un destino", en Revista UNO[17]
- Artículo "Transparencia y buen gobierno, claves para la toma de decisiones en democracia" en IDEAS LLYC[18]
- Artículo "Hacer de la complejidad una fuente de riqueza" en Revista UNO[19]
- Tribuna "La solución es votar"[20]
- Tribuna "Cuba, una oportunidad para las empresas españolas"[21]
- Tribuna "Frente al escándalo más transparencia"[22]
- Tribuna "Límites y controles sí, pero la puerta debe estar abierta"[23]
- Tribuna "El fracaso de los nuevos partidos"
- Tribuna "Aceite y pasta alimenticia" frente a los golpes de Estado institucionales"
- Tribuna "El sueño de la unidad de la izquierda, a veces, produce monstruos"
- Tribuna "España no quiere que la extrema derecha gobierne"
- Tribuna "Prudencia y sosiego en la segunda ronda de investidura".
- Tribuna "Prudencia y sosiego en la segunda ronda de la investidura"
- Tribuna "Amnistía, el debate de investidura, el momento de la claridad"
- Tribuna "Un gobierno legitimo con mayoría absoluta del Parlamento español"

## Premios y reconocimientos
- Uno de los 100 protagonistas del 2009, según la revista El País Semanal[24]